# Bordești
Bordești è un comune della Romania di 1 844 abitanti, ubicato nel distretto di Vrancea, nella regione storica della Muntenia.